# فهرست وابسته‌های دیپلماتیک جمهوری کنگو

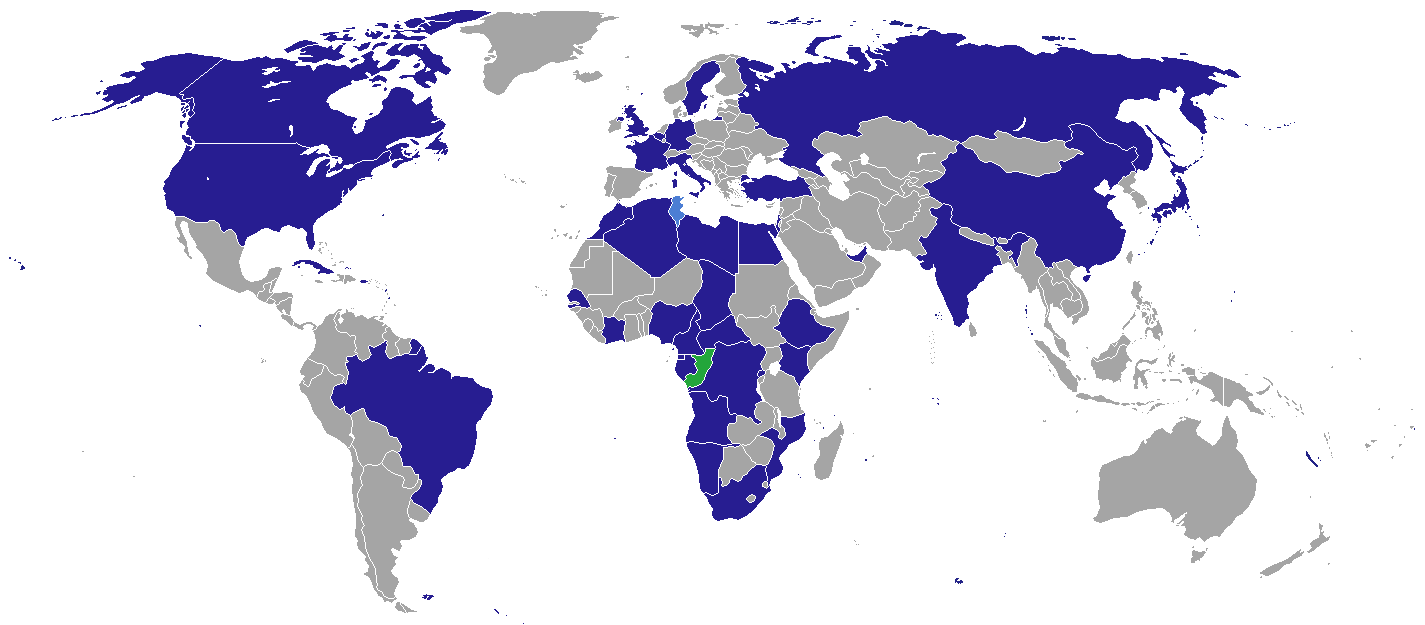
محل ماموریت‌های دیپلماتیک جمهوری کنگو

فهرست سفارت‌های جمهوری کنگو، فهرستی از مراکز سفارتخانه و کنسولگری کشور جمهوری کنگو در سراسر جهان است.

## آفریقا

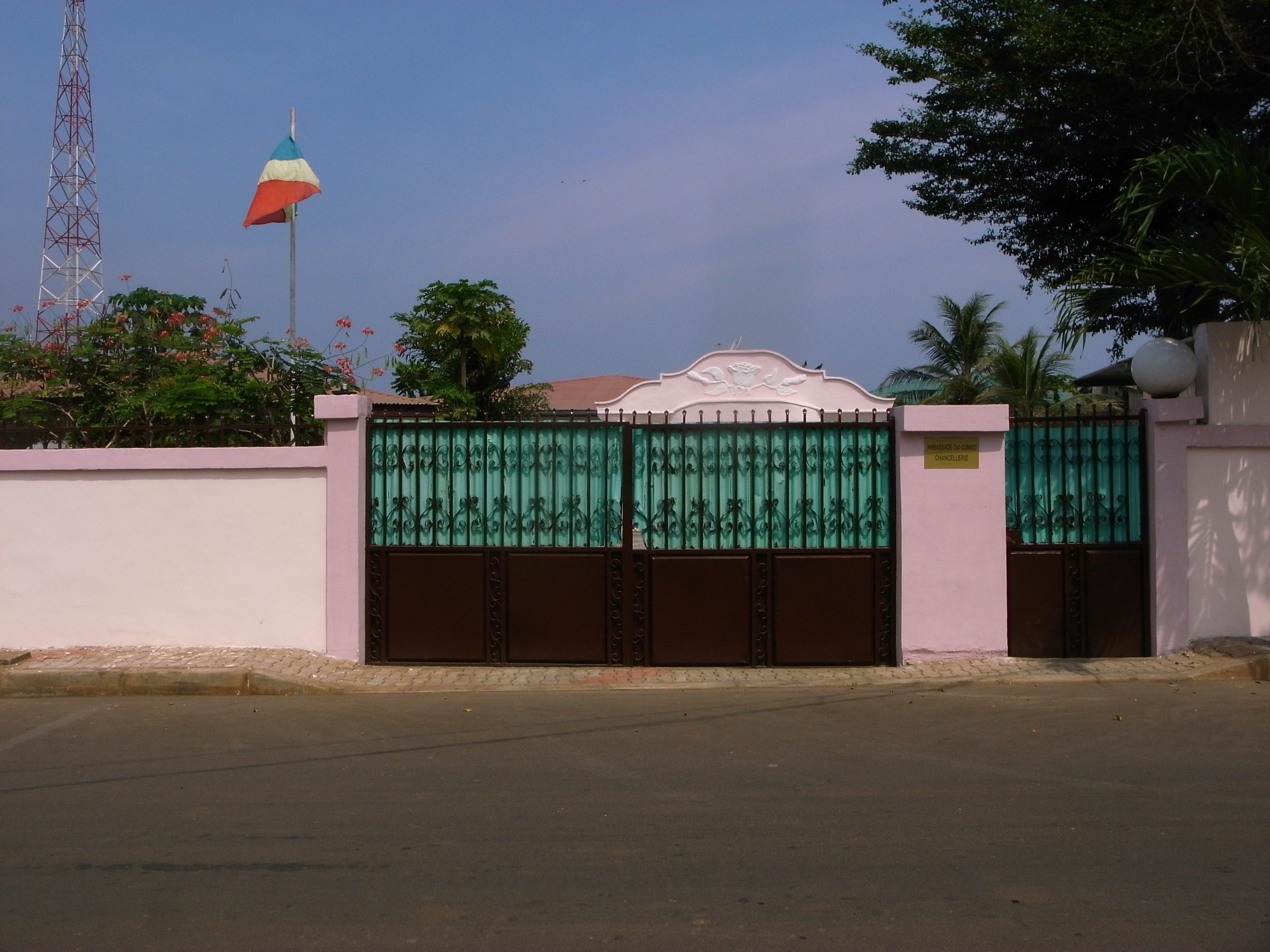
سفارت جمهوری کنگو در مالابو

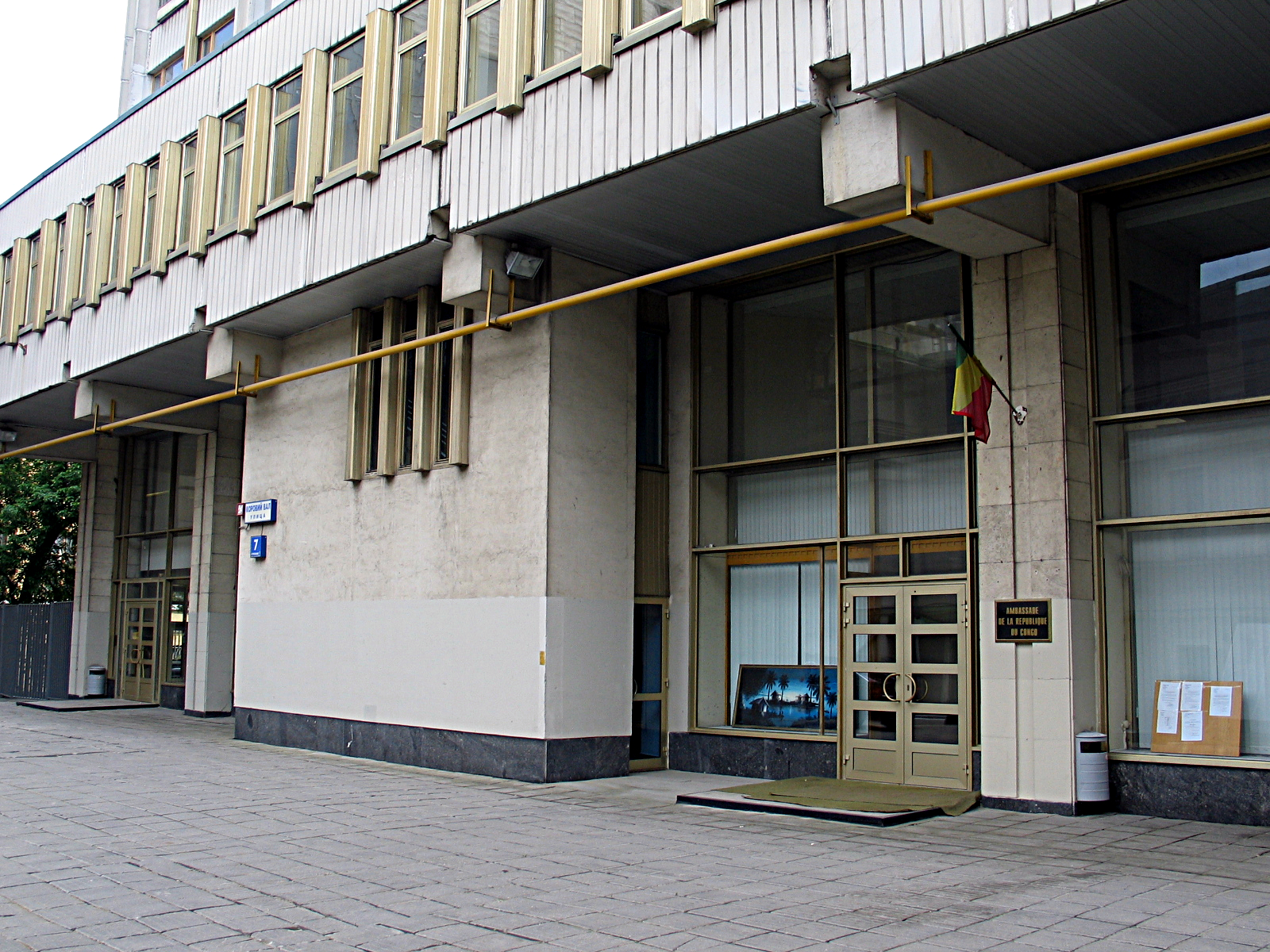
سفارت جمهوری کنگو در مسکو

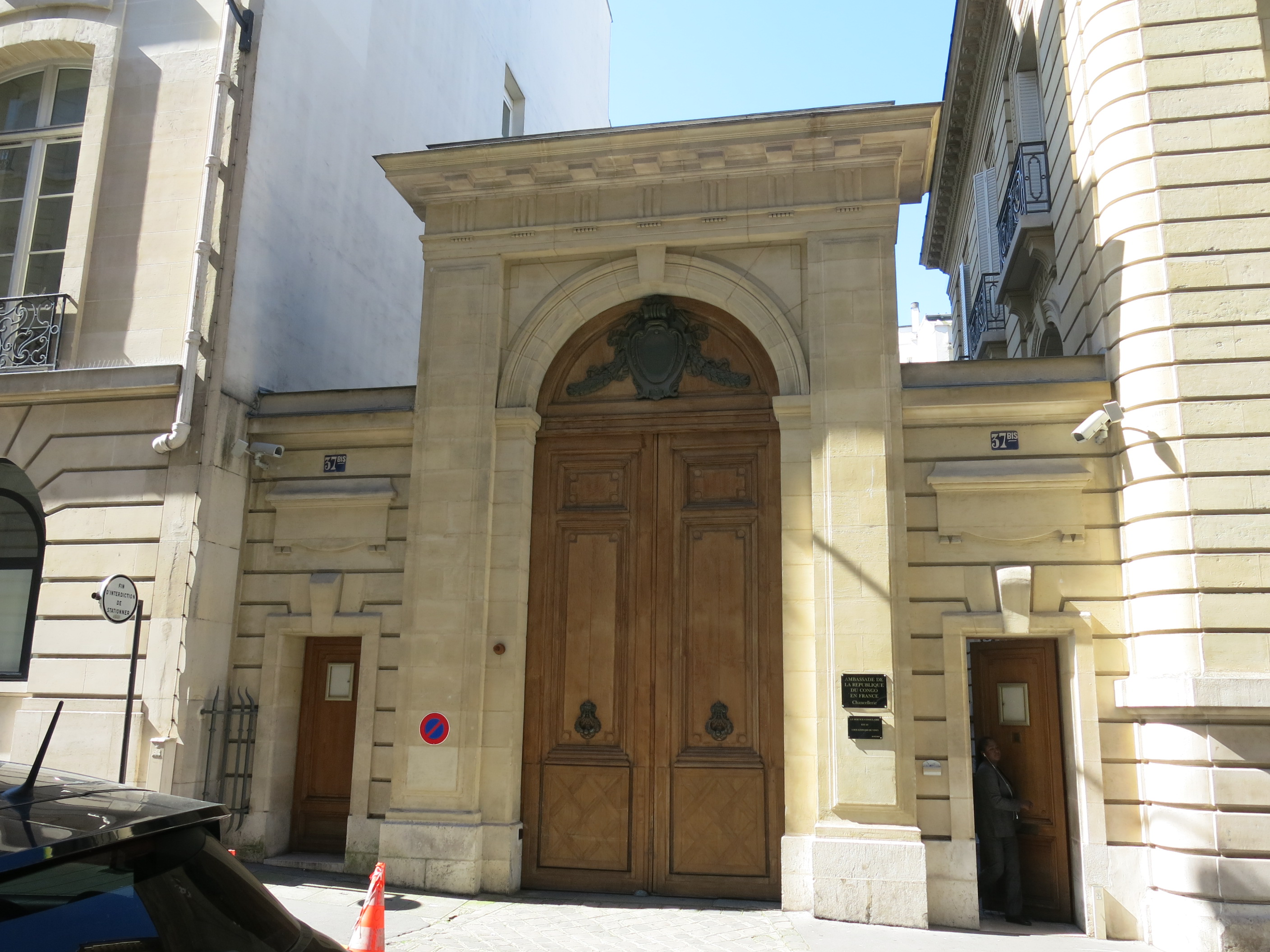
سفارت جمهوری کنگو در پاریس

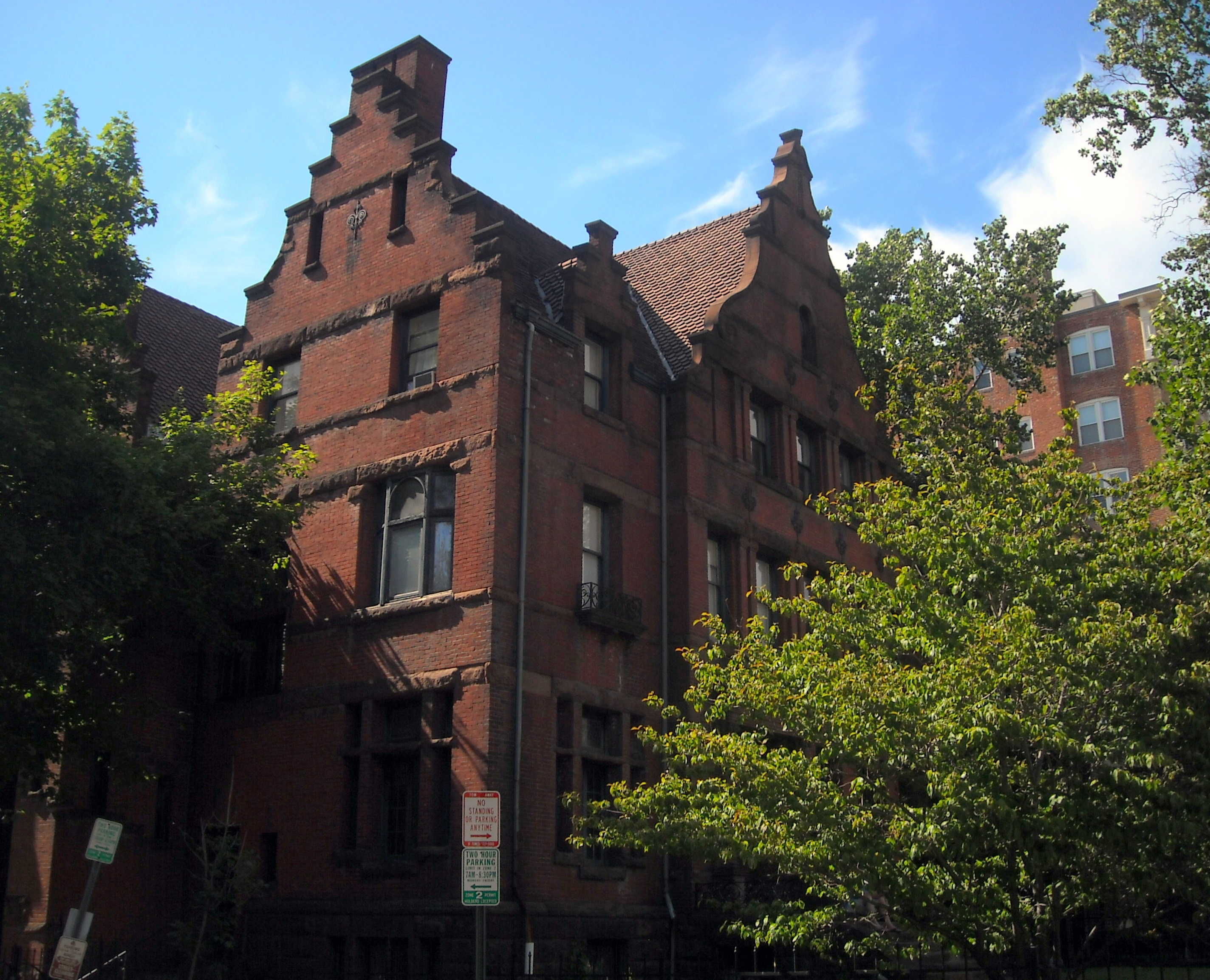
سفارت جمهوری کنگو در واشنگتن، دی سی

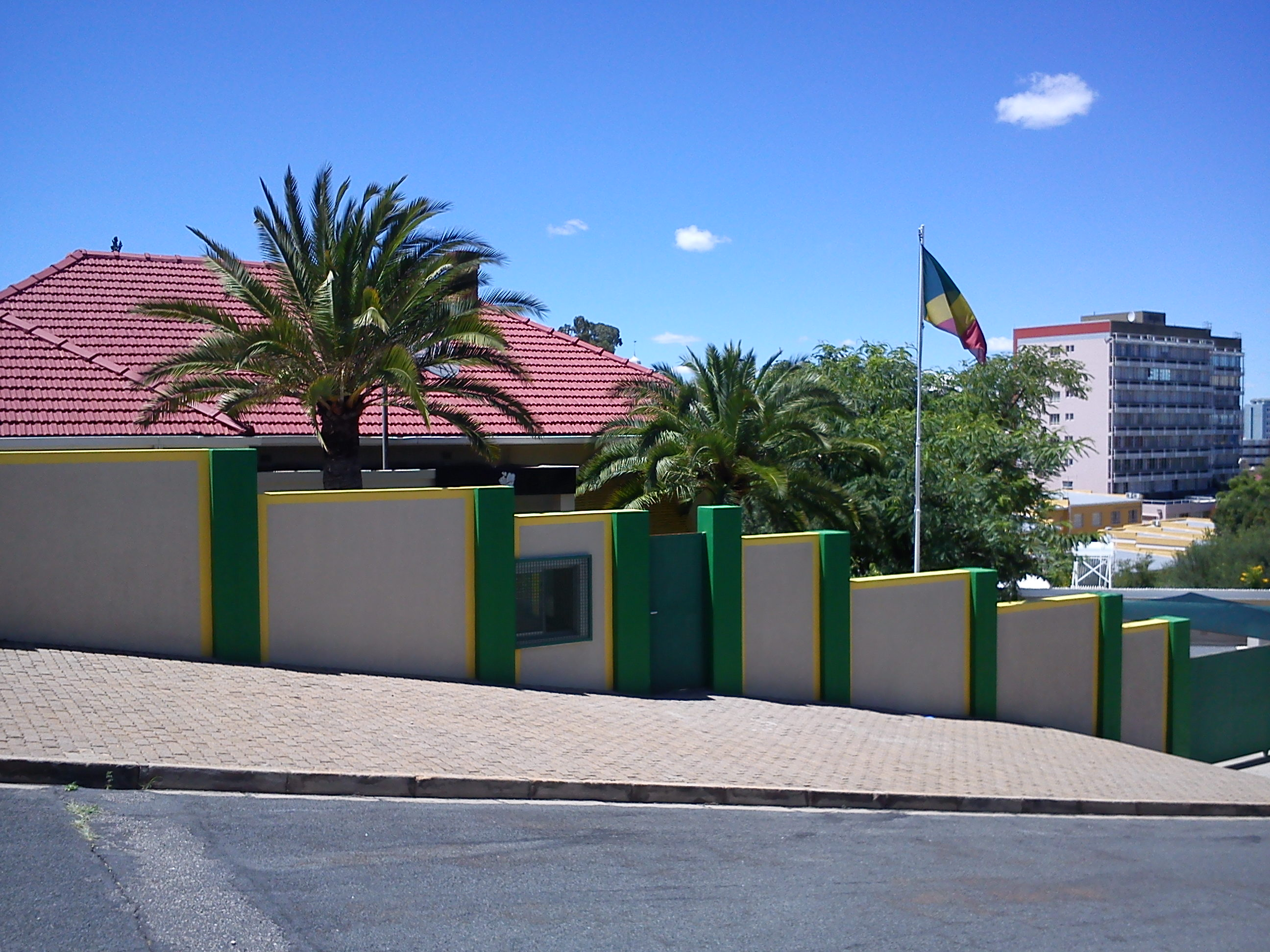
سفارت جمهوری کنگو در ویندهوک

- الجزایر
  - الجزیره (سفارت)
- آنگولا
  - لواندا (سفارت)
- کامرون
  - یائونده (سفارت)
- جمهوری آفریقای مرکزی
  - بانگی (سفارت)
- چاد
  - انجامنا (سفارت)
- جمهوری دموکراتیک کنگو
  - کینشاسا (سفارت)
- ساحل عاج
  - ابیجان (سفارت)
- مصر
  - قاهره (سفارت)
- گینه استوایی
  - مالابو (سفارت)
- اتیوپی
  - آدیس آبابا (سفارت)
- گابن
  - لیبرویل (سفارت)
- کنیا
  - نایروبی (سفارت)
- لیبی
  - طرابلس (سفارت)
- مراکش
  - رباط (سفارت)
- نامیبیا
  - ویندهوک (سفارت)
- نیجریه
  - ابوجا (سفارت)
- سنگال
  - داکار (سفارت)
- آفریقای جنوبی
  - پرتوریا (سفارت)

## آمریکا
- برزیل
  - برازیلیا (سفارت)
- کوبا
  - هاوانا (سفارت)
- ایالات متحده آمریکا
  - واشنگتن (سفارت)

## آسیا
- چین
  - پکن (سفارت)
  - گوانگژو (کنسولگری-عمومی)
- هند
  - دهلی نو (سفارت)
- اسرائیل
  - تل آویو (سفارت)
- ژاپن
  - توکیو (سفارت)
- ترکیه
  - آنکارا (سفارت)

## اروپا
- بلژیک
  - بروکسل (سفارت)
- فرانسه
  - پاریس (سفارت)
- آلمان
  - برلین (سفارت)
- ایتالیا
  - رم (سفارت)
- روسیه
  - مسکو (سفارت)
- سوئد
  - استکهلم (سفارت)

## سازمان‌های چندجانبه
- اتحادیه اروپا
  - بروکسل (مأموریت به اتحادیه اروپا)
- سازمان ملل متحد
  - ژنو (هیئت به سازمان ملل متحد)
  - نیویورک (هیئت به سازمان ملل متحد)
- یونسکو
  - پاریس (هیئت به یونسکو)